# 歲殺神

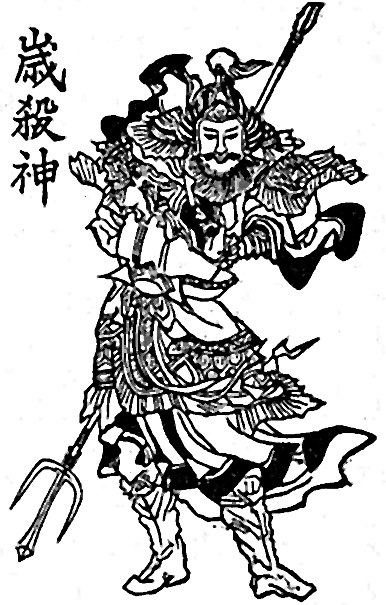
柄澤照覺所繪《安部晴明簠簋内傳圖解》的歲殺神

歲殺神（日语：さいせつしん）為日本陰陽道的神祇，屬於八將神之一，也是九曜之一的「金曜」。

## 概要與解說
凶神歲殺神和大將軍具有親戚關係，佛教裡的本地佛為大威德明王。歲殺神乃金星（又名太白星）之精，由於金星為陰氣之極，故此神明充滿殺氣，具有毀滅萬物的神力。此神祇所在之方位應迴避旅行、結婚、官司訴訟、產子等，相反來說因此神嗜武，其方位若有武器兵刃者則吉。
- 本命年十二地支→方位角
  - 子→未
  - 丑→辰
  - 寅→丑
  - 卯→戌
  - 辰→未
  - 巳→辰
  - 午→丑
  - 未→戌
  - 申→未
  - 酉→辰
  - 戌→丑
  - 亥→戌

## 信仰
在日本主祀歲殺神的神社主要有下列：
- 大將軍八神社（京都府京都市上京區）

## 內部連結
- 九曜
- 八將神

## 外部連結
- （日語）国立国会図書館：暦の中のことば方位神。